# Estación Pichi Leufú
Pichi Leufú es una estación de ferrocarril ubicada en la localidad del mismo nombre, Departamento Pilcaniyeu, Provincia de Río Negro, Argentina.

## Ubicación
Se encuentra a 59 km al este de la ciudad de San Carlos de Bariloche.

## Servicios
Por sus vías transitan formaciones de cargas y de pasajeros de la empresa Tren Patagónico S.A.. Los trenes de pasajeros no presentan parada en esta estación.